# Velîka Vilșanka, Vasîlkiv
Velîka Vilșanka (în ucraineană Велика Вільшанка) este o comună în raionul Vasîlkiv, regiunea Kiev, Ucraina, formată numai din satul de reședință.

## Demografie
Componența lingvistică a comunei Velîka Vilșanka
     Ucraineană (99,8%)
     Alte limbi (0,2%)
Conform recensământului din 2001, majoritatea populației comunei Velîka Vilșanka era vorbitoare de ucraineană (99,8%), existând în minoritate și vorbitori de alte limbi.